# Trypetisoma octopunctatum
Trypetisoma octopunctatum är en tvåvingeart som först beskrevs av Malloch 1929.  Trypetisoma octopunctatum ingår i släktet Trypetisoma och familjen lövflugor. Inga underarter finns listade i Catalogue of Life.